# 蔡明修
蔡明修（1953年9月4日—），本名蔡皆得，圈內人稱「蔡爸」，台灣男演員，高雄人。1980年代由臨時演員入行，電影演出經驗豐富，亦參與相當多的戲劇演出。
1991年參與蔡明亮編導華視單元劇「小市民的天空」，初次演出正式角色，1994年參與張作驥導演的《暗夜槍聲》演出。2013年憑詹京霖導演的《狀況排除》獲得第15屆台北電影節最佳男配角獎，同年亦入圍金馬獎年度臺灣傑出電影工作者 ，此後也多次入圍戲劇獎項。
近年因有感於台灣影劇人才斷層，曾發願以接近免費的方式協助學生製片拍攝100部作品，花了三年多完成。

## 電影作品

### 電影長片／電視電影
- 1996年張作驥導演《忠仔》 飾 父親
- 1999年張作驥導演《黑暗之光》 飾
- 2002年張作驥導演《美麗時光》 飾
- 2010年游智煒導演《一個夜晚》飾 銀鞋老大／老闆女人(友情客串)
- 2011年金馬國際影展開幕片《10+10》電影聯合創作計畫王童導演《謝神》 飾
- 2013年詹京霖導演《狀況排除》飾
- 2013年陳發中導演《真愛100天》飾
- 2014年中視電視電影《菸蒂》 飾 重機阿伯
- 2014年公視人生劇展《浪子單飛》飾 叔叔
- 2014年公視人生劇展《摩鐵路之城》(張經宏原著) 飾 黑炭叔
- 2015年李中導演《青田街一號》飾 唐武雄
- 2016年林孝謙導演《五星級魚乾女》飾 全叔
- 2017年陳玫君導演《林北小舞》 飾 (友情客串)
- 2017年中視電視電影《TMD天堂》 飾 洗車前輩
- 2019年民視電視電影《老鼠捧茶請人客》飾 金漢
- 2019年華視金選劇場電視電影《夏之橘》飾 葉柄權
- 2019年公視人生劇展《閻王瞎趴》飾 黑道男
- 2019年公視台語台《自由的向望》—「回來就好」飾大伯
- 2021年C.B. Yi導演《金錢男孩MONEYBOYS》飾 梁飛的大舅
- 2021年阮鳳儀導演《美國女孩》飾 鄰居
- 2022年鄧仲謀導演《售命》飾
- 2022年唐福睿導演《童話·世界》飾

### 電影短片／學生製片
- 2011年 公視學生劇展 《下落村的來電 （页面存档备份，存于）》 飾 蔡爸
- 2011年 公視學生劇展 《記得打給她 （页面存档备份，存于）》 飾 阿志父親
- 2012年 「青春澎湃」影展 《午餐》 飾
- 2012年 「青春澎湃」影展 《晚餐》 飾
- 2012年 《怪罪》[6]
- 2013年 北京電影學院碩士畢業製作短片 《成年禮》 飾
- 2013年 獨立製片 李政能導演 《罪羊人》 飾
- 2013年 吳宗叡導演 《一線三星》 飾 吵架司機(特別演出)
- 2014年 公視學生劇展 柯汶利導演 《自由人 （页面存档备份，存于）》 飾 洗衣店老闆蔡仔
- 2014年 馮于倫導演《下流社會》飾 馬沙老大
- 2014年 江宗傑導演 《心碎秘方 （页面存档备份，存于）》
- 2015年 第21屆世新廣電畢業成果展 《蛋洗》 飾
- 2015年 第24屆政大廣電畢業成果展 《離岸 （页面存档备份，存于）》飾 阿公英義
- 2015年 公視學生劇展 《搆不到的訊號 （页面存档备份，存于）》(客串演出)
- 2015年 東方設計學院畢業製作 古翹瑋導演 《心鎖 （页面存档备份，存于）》 飾 阿國父親
- 2015年 崇右技術學院 許書培導演 《運將 （页面存档备份，存于）》 飾 廖建成
- 2016年 公視學生劇展 陳勁安導演 《恭喜中獎》 飾 老錢
- 2016年 公視學生劇展 徐瑞良導演 《我的告別式 （页面存档备份，存于）》 飾 張老闆
- 2018年 鄭翔鴻導演 《賣夢老人》 飾 阿財
- 2019年 第41屆金穗獎 張立約導演《一起去天堂》 飾 工友
- 2020年 公視學生劇展 吳郁芬導演 《入世》 飾 四叔公
- 2021年 公視學生劇展 張振彥導演 《看不見的黑煙》 飾 張柄華
- 2021年 天下雜誌 CSR在天下 2021淡水河劇情片 范嘉珊導演 《少年的河》 飾 河神伯
- 2024年 朝陽科技大學畢業製作 黃湘晴導演《一條南來北往的魚》  飾 李紹順（阿水）[7]

## 戲劇作品

### 連續劇
- 2003年公視《孽子》飾 吳敏父親
- 2005年八大綜合台《終極一班》飾 漫畫店老闆
- 2014年TVBS歡樂台《A咖的路》飾 總幹事(客串演出)
- 2014年華視《巷弄裡的那家書店》飾 勇伯(客串演出)
- 2014年民視《你照亮我星球》飾 金馬獎最佳男主角入圍者(客串演出)
- 2014年三立台灣台《阿母》飾 劉阿榮
- 2015年大愛電視台《党良家之味》飾 里長伯
- 2015年三立都會台《料理高校生》飾 有機蘿蔔園老闆(客串演出)
- 2016年三立台灣台《紫色大稻埕》飾 繡莊店老闆
- 2016年三立台灣台《白鷺鷥的願望》 飾 陳永旺
- 2017年大愛電視台《生命桃花源》飾 果農
- 2019年三立都會台《一千個晚安》飾 賴金水
- 2019年三立都會台《用九柑仔店》飾 楊進德父親
- 2020年三立台灣台《羅雀高飛》飾 羅火旺
- 2022年Disney+、bilibili《正義的算法》飾 吳友尊
- 2024年公視、八大戲劇台《人生清理員》飾 老王
- 2024年公視台語台、華視《孔雀魚》飾 教授

### 迷你劇集／單元劇／電視電影
- 壹電視綜合台壹定有影《出租男友》
- 2017年植劇場《積木之家》飾 嬰靈廟道士
- 2021年HBO Asia《亞洲怪談2：送煞》飾 李翔舅舅
- 2022年公視台語台《拳職人員》飾
- 2024年民視無線台《商魂》飾 茂伯
- 2024年三立都會台《Q18量子預言》飾  老莫

### 微電影
- 2012年微電癮劇組《竹，築 （页面存档备份，存于）》(與經濟部中小企業處、中衛發展中心合作輔助並推廣南投竹工藝微電影)

## 獎項紀錄
| 年份   | 頒獎典禮     | 獎項                       | 作品                     | 角色       | 結果 |
| ------ | ------------ | -------------------------- | ------------------------ | ---------- | ---- |
| 2013年 | 第50屆金馬獎 | 年度臺灣傑出電影工作者     |                          |            | 提名 |
| 2014年 | 第49屆金鐘獎 | 迷你劇集／電視電影男配角獎 | 公視學生劇展－《自由人》 | 洗衣店老闆 | 提名 |
| 2019年 | 第54屆金鐘獎 | 迷你劇集／電視電影男配角獎 | 華視金選劇場－《夏之橘》 | 朱伯聰     | 提名 |

## 外部連結
- 蔡明修的Facebook專頁
- 蔡明修在互联网电影资料库（IMDb）上的資料（英文）（英文）